# Colombias kaffelandskab
Colombias kaffelandskab (spansk: Eje cafetero, "Kaffeaksen" eller Triángulo del Café, "Kaffens triangel") er et kulturlandskab i regionen Paisa i Colombia som er kendt sin kaffedyrkning og hovedparten af Colombias kaffeproduktion. Siden 2011 har kulturlandskabet været på UNESCOs Verdensarvsliste.
Kaffelandskabet ligger i tre af Colombias departementer: Caldas, Quindío og Risaralda. Disse er blandt de mindste og har en total areal om 13 873,km², omkring 1,2 % af Colombias territorium.
5°28′18″N 75°40′54″V / 5.4717°N 75.6817°V